# Zameus
 Zameus  — род акул семейства сомниозовых отряда катранообразных, в которое включают 2 вида. Эти акулы обитают в Индийском и Тихом океанах на глубине до 2000 м при температурном разбросе от 2,8 °С до 17 °С. Размножаются яйцеживорождением. Максимальный размер 145 см. Не представляют интереса для рыбного промысла.

## Классификация
- Zameus ichiharai Yano et S. Tanaka (II), 1984
- Zameus squamulosus Günther, 1877